# NS-Frauenschaft

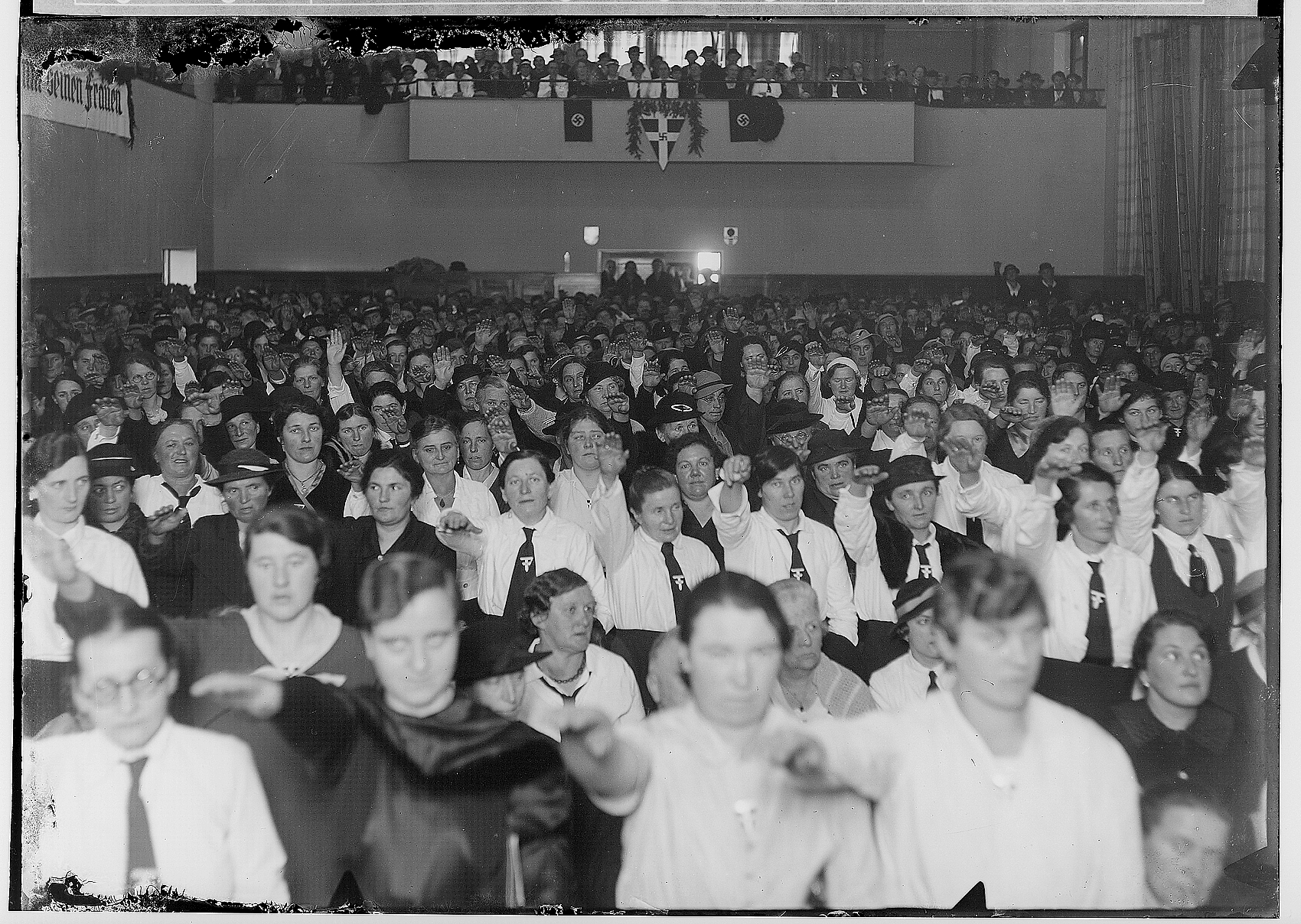
Versammlung von Mitgliedern der NS-Frauenschaft in der Sigmaringer Stadthalle

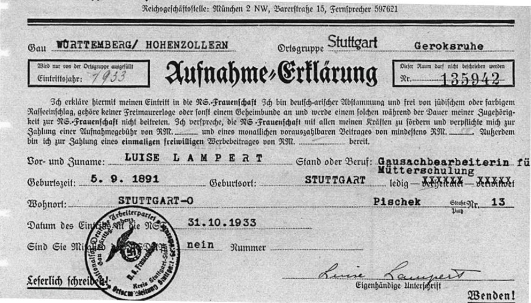
Gausachbearbeiterin für Mütterschulung Luise Lampert (1933)

Die NS-Frauenschaft (kurz NSF) war die Frauenorganisation der NSDAP. Sie entstand im Oktober 1931 als Zusammenschluss mehrerer nationalistischer und nationalsozialistischer Frauenverbände, wie dem bereits 1926 in Berlin entstandenen Deutschen Frauenorden (DFO). Fortan unterstand die Frauenschaft der NSDAP-Reichsleitung. Mädchen und junge Frauen fielen in die Zuständigkeit des Bundes Deutscher Mädel (BDM). Zur Abdeckung der Lücke zwischen 18 und 21 Jahren wurde 1938 Glaube und Schönheit gegründet.

## Aufgaben
Im Zusammenhang mit dieser Reorganisation hatte der NSDAP-Reichsleiter Gregor Strasser die Aufgaben der Frauenorganisation auf wirtschaftliche und krankenpflegerische Tätigkeiten sowie die Mitwirkung an den politischen Schulungen der weiblichen NSDAP-Mitglieder begrenzt.
Nach der NS-Machtübernahme ab 1933 diente die NSF der Gleichschaltung aller anderen, nicht-nationalsozialistischen Frauengruppen und Verbände unter dem Dachverband des Deutschen Frauenwerks (DFW). Der politische Einfluss der NSF innerhalb der NSDAP und auf die Machthaber des Staates tendierte allerdings gegen Null. Dies dürfte am nationalsozialistischen Frauenbild gelegen haben, das eine politische oder gar Machtbeteiligung für Frauen nicht vorsah. Die „Deutsche Frau“ wurde als Hausfrau und Mutter definiert, eine Rollenverteilung, die so auch von der NS-Frauenschaft propagiert wurde. Die Pflege allgemein und die Erziehung der Kinder wurden als „weiblicher Lebensraum“ (im Sinne von sozialer Umgebung) tituliert, eine Bezeichnung, die der Nationalsozialismus von der konservativ-bürgerlich geprägten Frauenbewegung in Deutschland übernahm.
Für Breitenwirkung sorgten vor allem die Mütterschulungskurse der Frauenschaft, welche bis 1937 schon von jeder 5. Frau (über 20 Jahre) besucht worden waren. Der Schulungsinhalt beruhte vor allem auf dem Buch Die deutsche Mutter und ihr erstes Kind der Nationalsozialistin Johanna Haarer. Zudem baute die Frauenschaft Kindergruppen auf, nicht zuletzt, um die Mütter im Krieg für die Arbeit freizustellen. Wie eine Untersuchung aus der Grafschaft Bentheim zeigt, wurde in den Schulungen nicht zuletzt auch die rassistische NS-Weltanschauung verbreitet. Dort war die sehr mitgliederstarke NS-Frauenschaft vor allem im Krieg unersetzlich zur Stabilisierung der Funktionsfähigkeit des NS-Systems und sorgte für die Durchsetzung von Vorgaben etwa beim alltäglichen Umgang mit "fremdvölkischen" Kriegsgefangenen und Zwangsarbeitern. Ebenso waren Mitglieder der NS-Frauenschaft etwa in den Niederlanden und Polen im deutschen Besatzungsregime tätig.
Offensichtlich nach dem Muster des Nationalen Frauendiensts im Ersten Weltkrieg fand zumindest in Tübingen häufig Öffentlichkeitsarbeit vor allem zu Verbraucherfragen statt – auch die Hauswirtschaft sollte systemkonform betrieben werden und ihren Beitrag zur Autarkie des Reiches leisten. Beispiel: Wir kochen heute mit Kraut, mit Rezepten.
Mit dem Auftrag, systematische Beaufsichtigungs-, Schulungs- und Führungsaufgaben zu betreiben, mussten die Mitglieder mindestens einmal im Monat an den wöchentlich stattfindenden Frauenschaftsabenden teilnehmen. Der Schwerpunkt dieser Bildungsarbeit lag in der Durchführung von Kursen zur Haushalts- und Gesundheitsführung sowie zu Erziehungsfragen, zur Vorbereitung von Frauen auf ihre Aufgaben als Hausfrau und Mutter. Zu diesem Zweck standen der NSF eigene Reichs- und Gauschulen zur Verfügung.

## Struktur

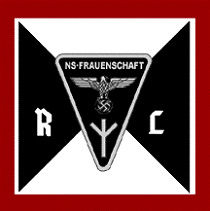
Kfz-Standarte der „Reichsfrauenführerin“

Der innere Aufbau der NS-Frauenschaft entsprach der Struktur der NSDAP mit Unterteilung in Gau, Kreis, Ortsgruppe, Zelle und Block bzw. „Haushaltungsgruppe“. Jedem der 40 Gaue stand eine Gaufrauenschaftsleiterin vor, weiter unten gab es etwa 800 Kreisfrauenschaftsführerinnen, denen 28.000 Ortsfrauenschaftsführerinnen unterstanden. Eigenen Angaben zufolge hatte die NS-Frauenschaft am 31. Dezember 1932 109.320 Mitglieder, zwischenzeitlich gab es wie in der NSDAP eine Mitglieder-Aufnahmesperre, 1939 waren es 2,2 Millionen Mitglieder.
1933 wurde, nachdem Elsbeth Zander (1888–1963), die Gründerin und erste Vorsitzende des Deutschen Frauenordens (genannt auch „Rotes Hakenkreuz“), im April 1933 aus der Führung der NS-Frauenschaft von Reichsorganisationsleiter Robert Ley entlassen worden war, Lydia Gottschewski, die Reichsleiterin des Bundes Deutscher Mädel (BDM), Leiterin der NS-Frauenschaft. Vom 24. Februar 1934 bis zum Ende des Zweiten Weltkriegs 1945 wurde die NS-Frauenschaft von der „Reichsfrauenführerin“ Gertrud Scholtz-Klink geleitet, die ebenfalls dem DFW vorstand.

## Verbot
Mit dem Kontrollratsgesetz Nr. 2 (Auflösung und Liquidierung der Naziorganisationen) vom 10. Oktober 1945 wurde auch die NS-Frauenschaft durch den Alliierten Kontrollrat verboten und ihr Eigentum beschlagnahmt. Die Kreisfrauenschaftsleiterinnen fielen als „Hauptschuldige“ unter den Automatischen Arrest und wurden für die Entnazifizierung interniert.